# Амвросій Авреліан
Амвросій Авреліан (лат. Ambrosius Aurelianus, валл. Emrys Wledig; V ст.) — володар римо-бриттів. Можливо прототип короля Артура або чаклуна Мерліна.

## Життєпис
Вперше Амвросій Авреліан згадується в праці Гільди Мудрого «Про падіння та завоювання Британії». Як твердить Гільда, Амвросій був останнім із римлян, які лишилися в Британії. Його батьки, «зодягнені в пурпур», трагічно загинули під час саксонського наступу. Про батьків Авреліана існує дещиця гіпотез (чи були це римляни, які лишилися в Британії після відходу легіонів у 410? чи міг Амвросій Старший бути останнім римським намісником, що його призначив Гонорій? чи не Амвросій Старший згадується в «Історії бриттів» Неннія як той Амвросій, якого боявся Вортигерн?), але твердити щось напевно доволі важко.
Про самого Амвросія Авреліана Гільда розповідає як про вождя, що об’єднав бриттів після початку саксонського наступу та переміг саксів. При цьому згадується, що його "… нащадки як і раніше правлять, хоча і «… виродилося від дідової доброти …».
Вочевидь, одним із цих нащадків був згаданий Гільдою Аврелій Канін («Канін», «собачий» − пейоратив; насправді його, ймовірно, звали Аврелій Конан), що був останнім зі свого роду та розпочав громадянську війну.
Хроніст Ненній побіжно згадує «сутичку Амвросія з Віталіном», яку датує 437 роком та розміщує біля місцини під назвою Гволлоп, але жодних подробиць цієї сутички не наводить. Також він згадує, що Пасцент, син Вортігерна, був лояльним до Амвросія та отримав у винагороду королівство Біеллт.
Вільям Мальмсберійський пише, що полководцем Амвросія Авреліана був Артур, але вже в Джеффрі Монмутського їх рознесено за різними епохами та поколіннями. Питання про співвідношення Амвросія Авреліана та Артура лишається однією з багатьох загадок історії пост-римської Британії.

## У легендах
Можливий прототип короля Артура або Мерліна. У Неннія в «Історії бритів» Амвросій постає як чарівна дитина, що має здібності до передбачень та присоромлює придворних чаклунів Вортігерна.
У Джеффрі Монмутського Амвросій − середній син короля Костянтина, старший брат Утера та стрий Артура. Коли Вортігерн занапастив Константа, старшого брата Амвросія та Утера − вірні королівській родині люди вивезли молодших братів до Арморики. Коли ж Хенгіст почав повстання та оманою вбив воїнську еліту Британії − Амвросій та Утер повернулися до Британії та очолили опір саксам. Амвросій розбив саксів, взяв у полон Хенгіста (та стратив його), а потім забаг спорудити для перебитих британських воїнів пам’ятник, який переживе сторіччя. Зачувши про молодого валлійського чаклуна Мерліна, Амвросій навідується до нього зі своїм проханням, і Мерлін залюбки створює для Амвросія кромлех Стоунхендж. Невдовзі, однак, до Британії вдирається Пасцент, син Вортігерна, який бажає повернути трон, він винаймає сакса на ім’я Еопа, який прикидається мандрівним ченцем-лікарем (Амвросій якраз хворів) та отруює Амвросія. Звитяжного короля ховають біля Стоунхенджа.
В циклі лицарських романів Вульгата відповідний персонаж зветься Пендрагон та гине у битві біля Солсбері. Після його смерті Утер на честь брата нарікає себе Утер Пендрагон.

## У творах
- згадується в 14-й строфі, що збереглася в манускрипті Peniarth 98B, твору «Могили воїнів» (Englynnion Y Bedeu). Поема міститься в «Чорній Книзі з Кармартен». Тут відомий під іменами: Анн ап Ллейан, Амвросій і Мерлін Амвросій.
- «Педрагонів цикл» Стефан Р.Лохеда
- фільм «Останній легіон» 2007 року